# 布朗山脈
68°08′S 62°24′E / 68.133°S 62.400°E
布朗山脈（英語：Brown Range），又称索廷達內峰（英語：（68°08′S 62°24′E / 68.133°S 62.400°E）是南極洲的山脈，位於麥克羅伯特森地，屬於弗拉姆山脈的一部分，由7座山峰組成，處於特溫托普山以南約4公里，由挪威製圖師根據該國探險隊的空中照片繪入地圖。

## 腳注
1. ↑  美國地名委員會坚持声称名字是Sortindane Peaks，而不是Brown Range或Gory Sørtindane[2]